# Julia Felix

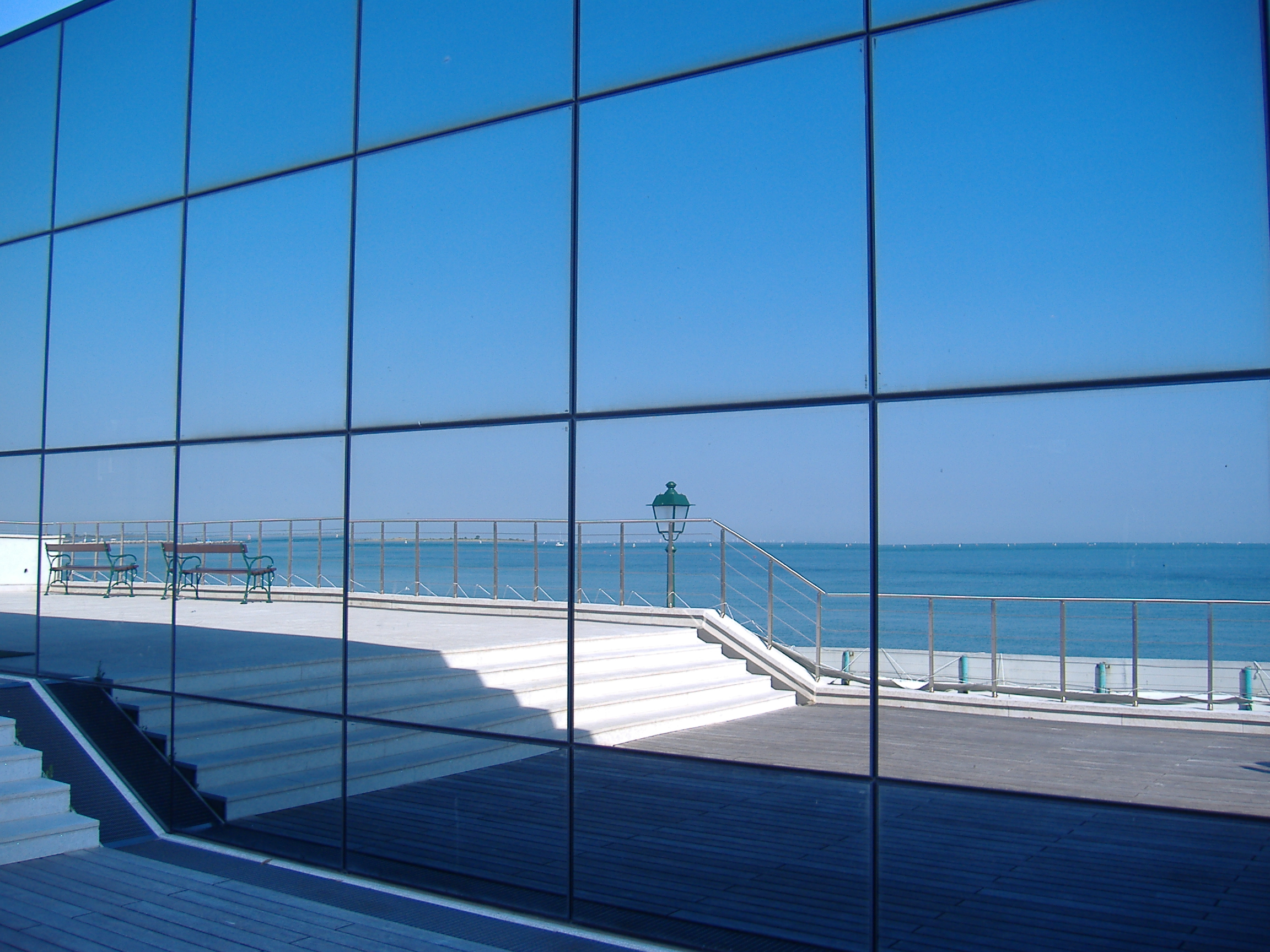
Grado. Il Museo Nazionale di Archeologia Subacquea

Iulia Felix è un'imbarcazione romana del III secolo ritrovata nel 1986 da Agostino Formentin, pescatore di Marano Lagunare, a 16 metri di profondità sui fondali marini al largo di Grado, sulle coste del Friuli-Venezia Giulia. L'imbarcazione, lunga 18 e larga 5-6 metri, è stata rinvenuta intatta con il suo carico di 560 anfore.
La nave trasportava un carico di alimenti (pesce in salamoia) e frammenti di vetro, forse destinati agli artigiani della vicina Aquileia. A bordo sono stati ritrovati anche alcuni manufatti, tra i quali due teste bronzee di Poseidone e di Minerva.
Per ospitare i resti della nave, recuperata nel 1999, a Grado è stata avviata la realizzazione di un Museo di Archeologia subacquea.